# Procambarus acherontis
Procambarus acherontis är en sötvattenlevande kräfta som lever endemiskt i USA.